# Salvador Felip i Sugrañes
Salvador Felip i Sugrañes (Reus, 24 de maig de 1926 - Molins de Rei, 16 de novembre de 2003) fou un jugador d'hoquei sobre patins català de les dècades de 1940 i 1950.

## Trajectòria
Començà al CN Reus Ploms com a nedador, però la temporada 1943-44 s'integrà en el primer equip d'hoquei sobre patins. En aquesta primera temporada guanyà el Campionat de Catalunya de segona divisió. L'any 1946 també guanyà el campionat d'Espanya absolut. L'any 1950 ingressà al RCD Espanyol, club on guanyà els Campionats de Catalunya els anys 1951 i 1953 i un d'Espanya el mateix 1953. Posteriorment jugà al CHP Turó i al CC Creu Roja.
Amb la selecció espanyola fou subcampió del món l'any 1949.
Un cop retirat fou entrenador del Noia i president del CN Molins de Rei.

## Palmarès
CN Reus Ploms
- Campionat d'Espanya:
  - 1946

RCD Espanyol
- Campionat de Catalunya:
  - 1951, 1953
- Campionat d'Espanya:
  - 1953